# Raising Hell (álbum)
Raising Hell é o terceiro álbum de estúdio do grupo de hip-hop Run-D.M.C..
Raising Hell foi o primeiro álbum a chamar a atenção das grandes gravadoras sobre a viabilidade comercial dos grupos de hip-hop, atingindo a marca de platina-tripla, concedida pela RIAA e sendo aclamado pela crítica que até então ignorava o hip-hop como genêro.

## O disco
Raising Hell apresenta uma bem-recebida colaboração com o grupo Aerosmith, "Walk This Way". A canção não foi a primeira a fundir rock e rap (o primeiro single do grupo "Rock Box" foi a primeira), e pela primeira vez uma canção de rap atingiu o top 5 da Billboard Hot 100. Raising Hell atingiu número 1 na parada R&B/Hip Hop da revista Billboard, e número 6 na Billboard 200.
A faixa "It's Tricky" seria mais tarde a canção tema para o jogo SSX Tricky, e mais tarde ganhou uma cover da banda Bloodhound Gang no álbum One Fierce Beer Coaster.
A canção "Dumb Girl" foi recentemente sampleada por Jay-Z em seu single "Jockin' Jay-Z" para o álbum The Blueprint 3.
A faixa "Peter Piper" foi sampleada por Missy Elliot no single "Work It."

## Recepção
| Críticas profissionais | Críticas profissionais |
| Avaliações da crítica  | Avaliações da crítica  |
| Fonte                  | Avaliação              |
| ---------------------- | ---------------------- |
| allmusic               | [ 1 ]                  |
| The Daily Vault        | (A)                    |
| Entertainment Weekly   | (A)                    |
| Sputnikmusic           | [ 4 ]                  |
| Robert Christgau       | (A-)                   |
| Rhapsody               | (Favourável)           |
| Rolling Stone          | [ 7 ]                  |

É apontado como o quarto na lista do comediante Chris Rock 25 Maiores Discos de Hip-Hop de todos os tempos, que ainda cita o disco como "o primeiro grande álbum de rap"
O álbum aparece na lista da revista The Source 100 Melhores Álbuns de Rap, feita em 1998.
Aparece no número 122 na lista Os 500 Maiores Álbuns de Todos os Tempos da revista Rolling Stone feita em 2003.
Em 2006, o álbum foi escolhido pela revista Time como um dos 100 maiores álbuns.

## Faixas
1. "Peter Piper" – 3:25
2. "It's Tricky" – 3:03
3. "My Adidas" – 2:47
4. "Walk This Way" (com Aerosmith) – 5:11
5. "Is It Live" – 3:06
6. "Perfection" – 2:52
7. "Hit It Run" – 3:10
8. "Raising Hell" – 5:31
9. "You Be Illin'" – 3:26
10. "Dumb Girl" – 3:31
11. "Son Of Byford" –:27
12. "Proud To Be Black" – 3:14

### Deluxe Edition (faixas bônus)
1. "My Adidas" (A Cappella) – 2:32
2. "Walk This Way" (Demo) – 5:26
3. "Lord of Lyrics" (Demo) – 4:30
4. "Raising Hell Radio Tour Spot" – 0:53
5. "Live At The Apollo Raw Vocal Commercial" – 3:28

## Singles
Billboard (EUA)
| Ano  | Título        | Parada                             | Posição |
| ---- | ------------- | ---------------------------------- | ------- |
| 1986 | Walk This Way | Billboard Hot 100 (EUA)            | 4       |
| 1986 | You Be Illin' | Billboard Hot 100 (EUA)            | 29      |
| 1987 | It's Tricky   | Billboard Hot 100 (EUA)            | 57      |
| 1987 | My Adidas     | Hot R&B/Hip-Hop Singles & Tracks   | 5       |
| 1987 | Walk This Way | Hot R&B/Hip-Hop Singles & Tracks   | 8       |
| 1986 | You Be Illin' | Hot R&B/Hip-Hop Singles & Tracks   | 12      |
| 1986 | Walk This Way | Hot Dance Music/Club Play          | 6       |
| 1986 | You Be Illin' | Hot Dance Music/Club Play          | 44      |
| 1986 | My Adidas     | Hot Dance Music/Maxi-Singles Sales | 10      |
| 1986 | Walk This Way | Hot Dance Music/Maxi-Singles Sales | 13      |
| 1987 | It's Tricky   | Hot R&B/Hip-Hop Singles & Tracks   | 21      |
| 1987 | It's Tricky   | Hot Dance Music/Club Play          | 30      |
| 1987 | It's Tricky   | Hot Dance Music/Maxi-Singles Sales | 47      |
| 1987 | You Be Illin' | Hot R&B/Hip-Hop Singles & Tracks   | 50      |
| 2000 | My Adidas     | Hot Rap Singles                    | 33      |

## Prêmios
- 1987 Soul Train Music Award para Melhor Single de Rap com "Walk This Way" (prêmio dividido com Aerosmith)